# Open d'Ukraine
L’Open d'Ukraine est une compétition de taekwondo organisée annuellement par la Fédération ukrainienne de Taekwondo.
Ce tournoi est un événement majeur dans le calendrier mondial du fait de son label « WTF-G1 ».

## Lieu des éditions
| Année(s)  | Ville   |
| --------- | ------- |
| 2012-2015 | Kharkov |
| 2016-...  | Lviv    |

## Palmarès hommes
| WTF-G1 | WTF-G1            | WTF-G1           | WTF-G1             | WTF-G1             | WTF-G1                  | WTF-G1           | WTF-G1          | WTF-G1               |
| Année  | -54 kg            | -58 kg           | -63 kg             | -68 kg             | -74 kg                  | -80 kg           | -87 kg          | +87 kg               |
| ------ | ----------------- | ---------------- | ------------------ | ------------------ | ----------------------- | ---------------- | --------------- | -------------------- |
| 2016   | Antonio Flecca    | Stepan Dimitrov  | Nichita Ursu       | Olexiy Babenko     | Toni Kanaet             | Luka Horvat      | Ahmad Mohammadi | Mykhailo Shelest     |
| 2015   | Marko Maljkovic   | Vadim Dimitrov   | Mykola Bilyi       | Berkay Akyol       | Artem Marchenko         | Yunus Sarı       | Serdar Yüksel   | Mykhailo Shelest     |
| 2014   | Georgios Simitsis | Si Mohamed Ketbi | Stevens Barclais   | Terrence Jennings  | Torann Maizeroi         | Yunus Sarı       | Carlo Molfetta  | Danylo Ignatiy       |
| ETU-A  |                   |                  |                    |                    |                         |                  |                 |                      |
| 2013   | Ali Shakeri       | Bohdan Bodnar    | Pavel Kulakov      | Apti Nunaev        | Rafiyi Shahrbabaki Said | Maxim Dominishyn | Vadym Bielkin   | Arman-Marshall Silla |
| 2012   | Denys Poriaz      | Bohdan Bodnar    | Oleksandr Khomenko | Vladislav Arventii | Sergiy Chayka           | Maxim Dominishyn | Vadym Bielkin   | Arman-Marshall Silla |

## Palmarès femmes
| WTF-G1 | WTF-G1            | WTF-G1          | WTF-G1              | WTF-G1              | WTF-G1           | WTF-G1                   | WTF-G1               | WTF-G1            |
| Année  | -46 kg            | -49 kg          | -53 kg              | -57 kg              | -62 kg           | -67 kg                   | -73 kg               | +73 kg            |
| ------ | ----------------- | --------------- | ------------------- | ------------------- | ---------------- | ------------------------ | -------------------- | ----------------- |
| 2016   | Maryam Ismaili    | Kristina Tomic  | Fariza Aldangarova  | Ewelina Mierzwińska | Natalia D'Angelo | Tatiana Teterevyatnikova | Maristella Smiraglia | Maryna Shevchenko |
| 2015   | Sümeyye İloğlu    | Rukiye Yıldırım | Hatice Kübra Yangın | Hatice Kübra İlgün  | İrem Yaman       | Nur Tatar                | Furkan Asena Aydın   | Nafia Kuş         |
| 2014   | Iryna Romoldanova | Yasmina Aziez   | Floriane Liborio    | Nikita Glasnovic    | Magda Wiet Henin | Rabia Gülec              | Kristina Gorbenko    | Gwladys Épangue   |
| ETU-A  |                   |                 |                     |                     |                  |                          |                      |                   |
| 2013   | Iryna Romoldanova | Ganna Soroka    | Sedanur Yumurçalı   | Oleksandra Baranova | Darya Yakovleva  | Tatiana Teterevyatnikova | Alia Mursalimova     | Maryna Konieva    |
| 2012   | Darya Dauhalevich | Ganna Soroka    | Zhanna Shoshyna     | Yuliya Podolyan     | Darya Yakovleva  | Alana Kharebova          | Alia Mursalimova     | Maryna Konieva    |